# Asparagus breslerianus
Asparagus breslerianus är en sparrisväxtart som beskrevs av Schult. och Julius Hermann Schultes. Asparagus breslerianus ingår i släktet sparrisar, och familjen sparrisväxter. Inga underarter finns listade i Catalogue of Life.